# Guilers
Guilers är en kommun i departementet Finistère i regionen Bretagne i västra Frankrike. Kommunen ligger i kantonen Brest-Cavale-Blanche-Bohars-Guilers som tillhör arrondissementet Brest. År 2022 hade Guilers 8 221 invånare.

## Befolkningsutveckling
Antalet invånare i kommunen Guilers
Referens:INSEE